# Rayni Fox
Rayni Fox (* 24. Mai 1956 in Miami Beach) ist eine ehemalige US-amerikanische Tennisspielerin, die vor allem Mitte der 1970er und in den frühen 1980er Jahren aktiv war.

## Karriere
Als Juniorin verlor Rayni Fox 1973 das Finale des Orange Bowls gegen Mima Jaušovec. Im Folgejahr wurde sie US-Meisterin der Juniorinnen. Sie besuchte zwei Jahre lang das Rollins College, bevor sie 1975 mit dem professionellen Tennissport begann.
Fox spielte in ihrer Karriere bei allen Grand-Slam-Turnieren. Hierbei hatte sie ihr bestes Ergebnis, als sie 1977 bei den French Open an der Seite der Australierin Helen Gourlay das Finale des Damendoppels erreichte.  Hier wurden sie von der Tschechoslowakin Regina Maršíková und der US-Amerikanerin Pam Teeguarden besiegt. Auch im Einzel war 1977 ihr erfolgreichstes Jahr bei Grand-Slams. Bei den Australian Open erreichte sie das Viertelfinale, in dem sie gegen die auf Nr. 2 gesetzte Sue Barker verlor, sie erreichte mit dem Einzug in die dritte Runde ihr bestes Karriereergebnis bei den Wimbledon Championships, was sie zwei Jahre später nochmals wiederholen konnte.
Ranyi Fox war mit dem im Alter von 54 verstorbenen Geschäftsmann Arthur Borinsky verheiratet.

## Finalteilnahmen bei Grand-Slam-Turnieren

### Doppel
| Nr. | Datum        | Turnier     | Belag | Partnerin     | Finalgegnerinnen                | Ergebnis      |
| --- | ------------ | ----------- | ----- | ------------- | ------------------------------- | ------------- |
| 1.  | 5. Juni 1977 | French Open | Sand  | Helen Gourlay | Regina Maršíková Pam Teeguarden | 7:5, 4:6, 2:6 |